# Eric Harrison Jr.
Eric Harrison Jr. (* 18. Februar 1999 in Washington, D.C.) ist ein Leichtathlet aus Trinidad und Tobago US-amerikanischer Herkunft, der sich auf den Sprint spezialisiert hat und seit Juli 2021 für den Karibikstaat startberechtigt ist.

## Sportliche Laufbahn
Erste internationale Erfahrungen sammelte Eric Harrison Jr. im Jahr 2018, als er bei den U20-Weltmeisterschaften in Tampere in 10,22 s die Bronzemedaille im 100-Meter-Lauf sowie in 20,79 s auch über 200 Meter gewann. Zudem siegte er mit der US-amerikanischen 4-mal-100-Meter-Staffel in 38,88 s. 2021 nahm er mit der trinidadisch-tobagischen Sprintstaffel an den Olympischen Sommerspielen in Tokio teil und verpasste dort mit 38,63 s den Finaleinzug. Im Jahr darauf schied er bei den Weltmeisterschaften in Eugene mit 20,54 s in der ersten Runde im 200-Meter-Lauf aus und anschließend schied er bei den Commonwealth Games in Birmingham mit 10,44 s im Halbfinale über 100 Meter aus und gewann dort mit der Staffel in 38,70 s gemeinsam mit Jerod Elcock, Kion Benjamin und Kyle Greaux die Silbermedaille hinter dem englischen Team. Anschließend schied er bei den NACAC-Meisterschaften in Freeport mit 10,52 m im Vorlauf über 100 Meter aus und gewann mit der Staffel in 38,94 s gemeinsam mit Jerod Elcock, Asa Guevara und Kyle Greaux die Silbermedaille hinter dem US-amerikanischen Team. 
2023 schied er bei den Zentralamerika- und Karibikspielen in San Salvador mit 10,46 s im Vorlauf über 100 Meter aus und siegte in 38,30 s in der 4-mal-100-Meter-Staffel. Im November belegte er bei den Panamerikanischen Spielen in Santiago de Chile in 39,54 s den vierten Platz mit der Staffel.
2022 wurde Harrison Jr. trinidadisch-tobagischer Meister im 100-Meter-Lauf sowie in der 4-mal-100-Meter-Staffel.

## Persönliche Bestzeiten
- 100 Meter: 10,08 s (+0,6 m/s), 25. Juni 2022 in Port-of-Spain
  - 60 Meter (Halle): 6,67 s, 29. Januar 2022 in Lexington
- 200 Meter: 20,18 s (−0,3 m/s), 8. Juni 2022 in Eugene
  - 200 Meter (Halle): 20,88 s, 12. Februar 2022 in Clemson